# Herrera de Soria
Herrera de Soria – gmina w Hiszpanii, w prowincji Soria, w Kastylii i León, o powierzchni 26,07 km². W 2011 roku gmina liczyła 14 mieszkańców.